# VxWorks
A VxWorks egy valós idejű operációs rendszer, amelyet a Wind River Systems amerikai cég fejleszt 1987 óta. 2009-ben az Intel felvásárolta a céget. A VxWorks-öt főleg beágyazott rendszerekben használják.

## Jellemzők
- Párhuzamos feldolgozásra (preemptív multitasking) képes kernel, valamint ún. round-robin ütemezés,[1] és gyors megszakításkezelés;
- 64 bites operációs rendszer (csak a 64 bites architektúrát támogatja: x86-64);
- az alkalmazások egymástól és a kerneltől függetlenül futnak (memóriavédelem);
- szimmetrikus többprocesszoros feldolgozás (SMP) és aszimmetrikus többprocesszoros feldolgozás (AMP) támogatása;
- Hibakezelő keretrendszer;
- Bináris, „számoló”, és egymást kölcsönösen kizáró „szemaforok” prioritás-örökléssel;
- Helyi és osztott üzenetsorok;
- POSIX PSE52 hiteles megfelelőség felhasználói módú végrehajtási környezetben[2]
- Fájlrendszerek: HRFS, FAT, NFS;
- IPv6 protokoll támogatása.

## Támogatott platformok
A VxWorks a következő célarchitektúrákat támogatja:
- ARM
- Intel architektúra
- Power architektúra
- RISC-V architektúra[3]

Emellett a VxWorks képes számos korszerű platformon futni; gyakorlatilag a beágyazott rendszereknél használt bármely modern processzort támogatja: x86, MIPS, PowerPC (beleértve a BAE RAD-et), Freescale ColdFire, Intel i960, SPARC, Fujitsu FR-V, SH-4 és az ARM, valamint a StrongARM és XScale CPU-k.
A legújabb célarchitektúra, processzorok és laptámogató csomagok a VxWorks Marketplace oldalán találhatók.

## Fejlesztés
Az ilyen rendszereknél szokásos módon, a fejlesztés cross-compiling módon történik egy „host” rendszeren, integrált fejlesztői környezet (IDE) segítségével.
A VxWorks 5.x fejlesztői környezete a Tornado és Workbench. A Wind River Workbench mai fejlesztő környezete az Android rendszereknél is ismert Eclipse.

## Fontosabb gyakorlati alkalmazások

### Szállítási rendszerek
- Airbus A400M Airlifter (fejlesztés alatt)
- BMW iDrive rendszer
- Apache Longbow helikopter
- Siemens VDO autós fedélzeti navigációs rendszerek
- Bombardier vonatok.

### Űrtechnológia

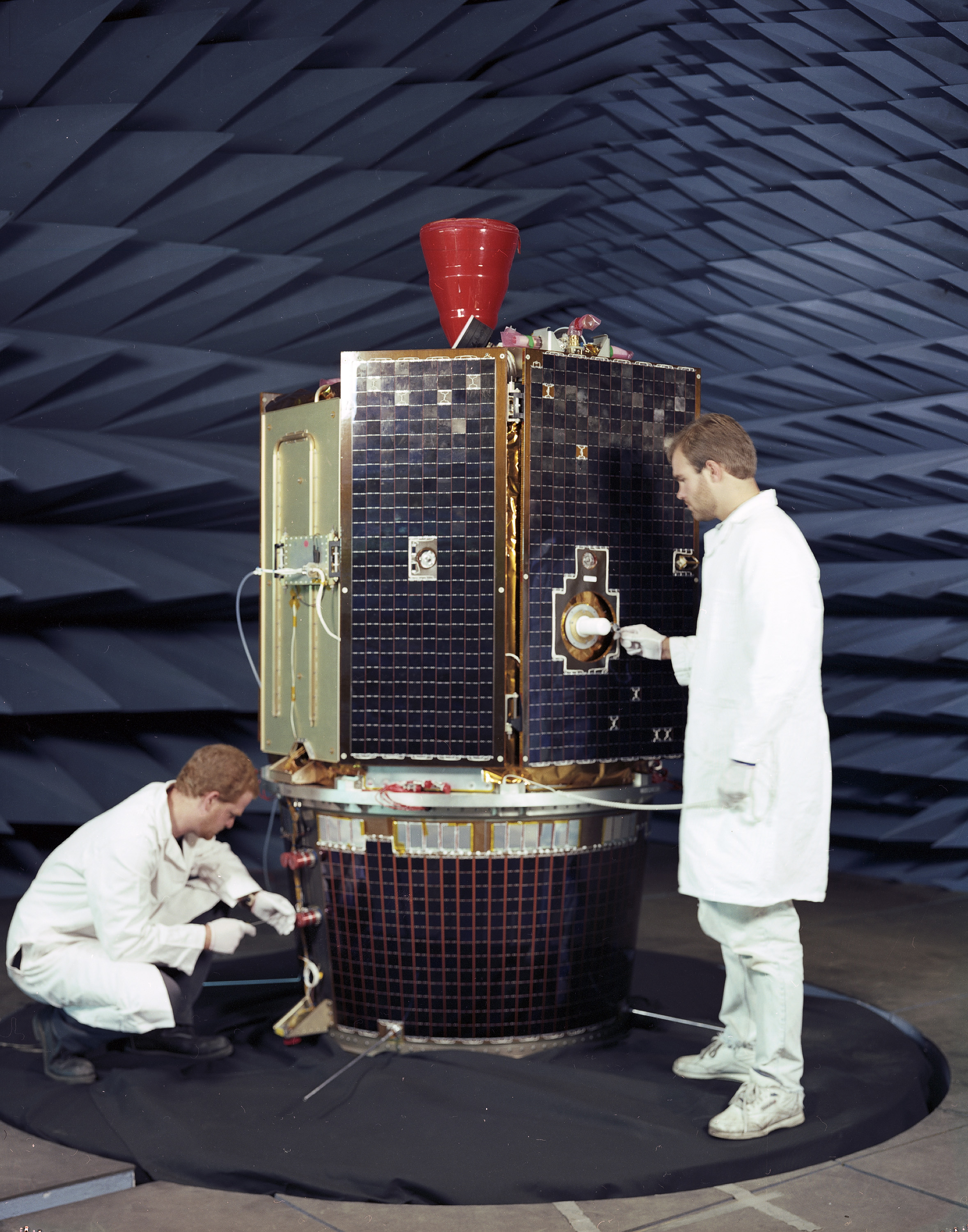
A Clementine űrszonda

Több űrhajó vagy űrszonda fedélzeti operációs rendszere a VxWorks volt:
- Deep Space Program Science Experiment (DSPSE) (vagy Clementine űrszonda)[6]
- Mars Reconnaissance Orbiter[7]

- A Marsra küldött Phoenix űrszonda[8]
- Deep Impact űrszonda

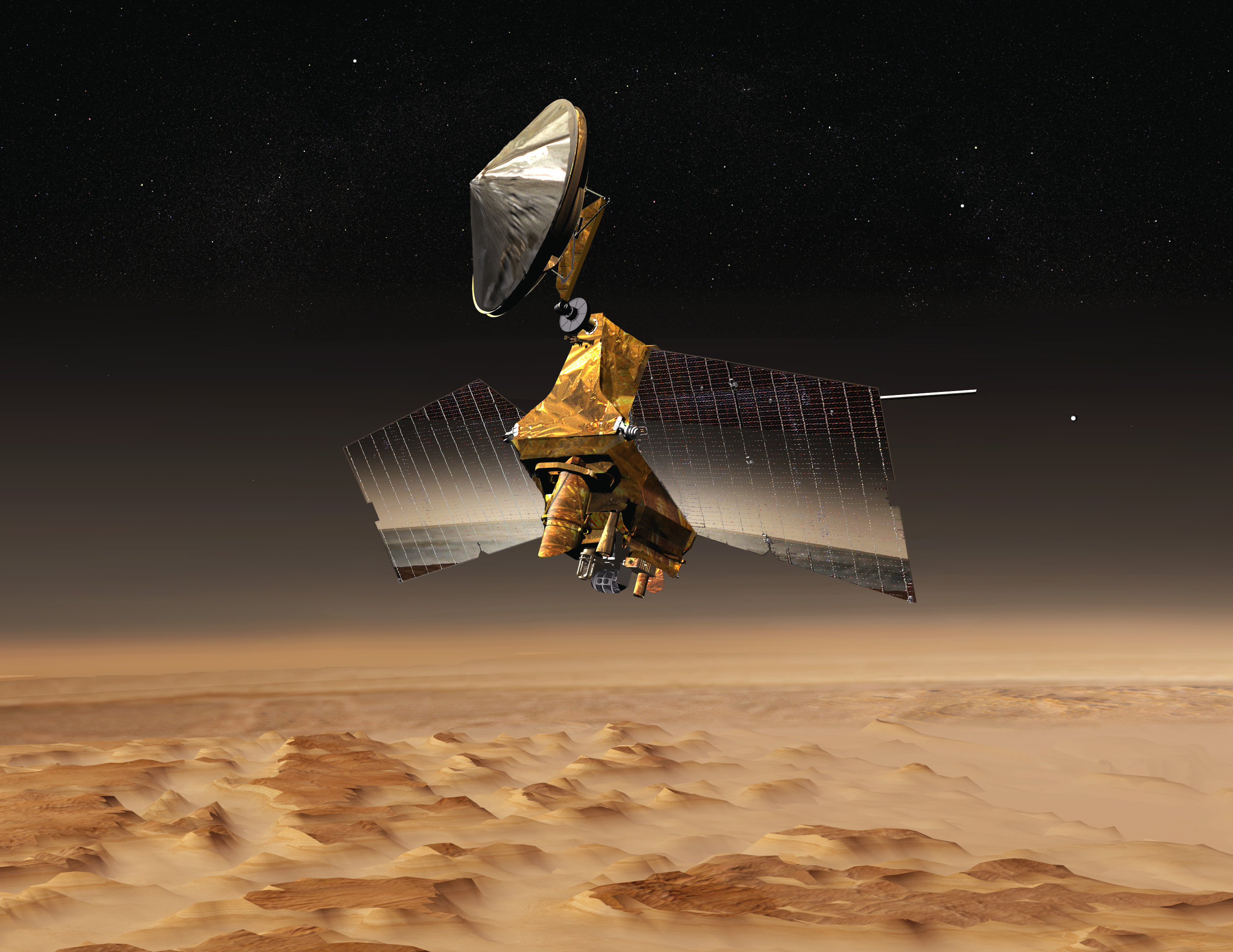
A Mars Reconnaissance Orbiter

- James Webb űrtávcső (fejlesztés alatt)
- Mars Pathfinder küldetés[9]
- Spirit és Opportunity marsjárók[9][10]
- Stardust űrszonda
- Mars Science Laboratory (vagy: Curiosity marsjáró)[11]

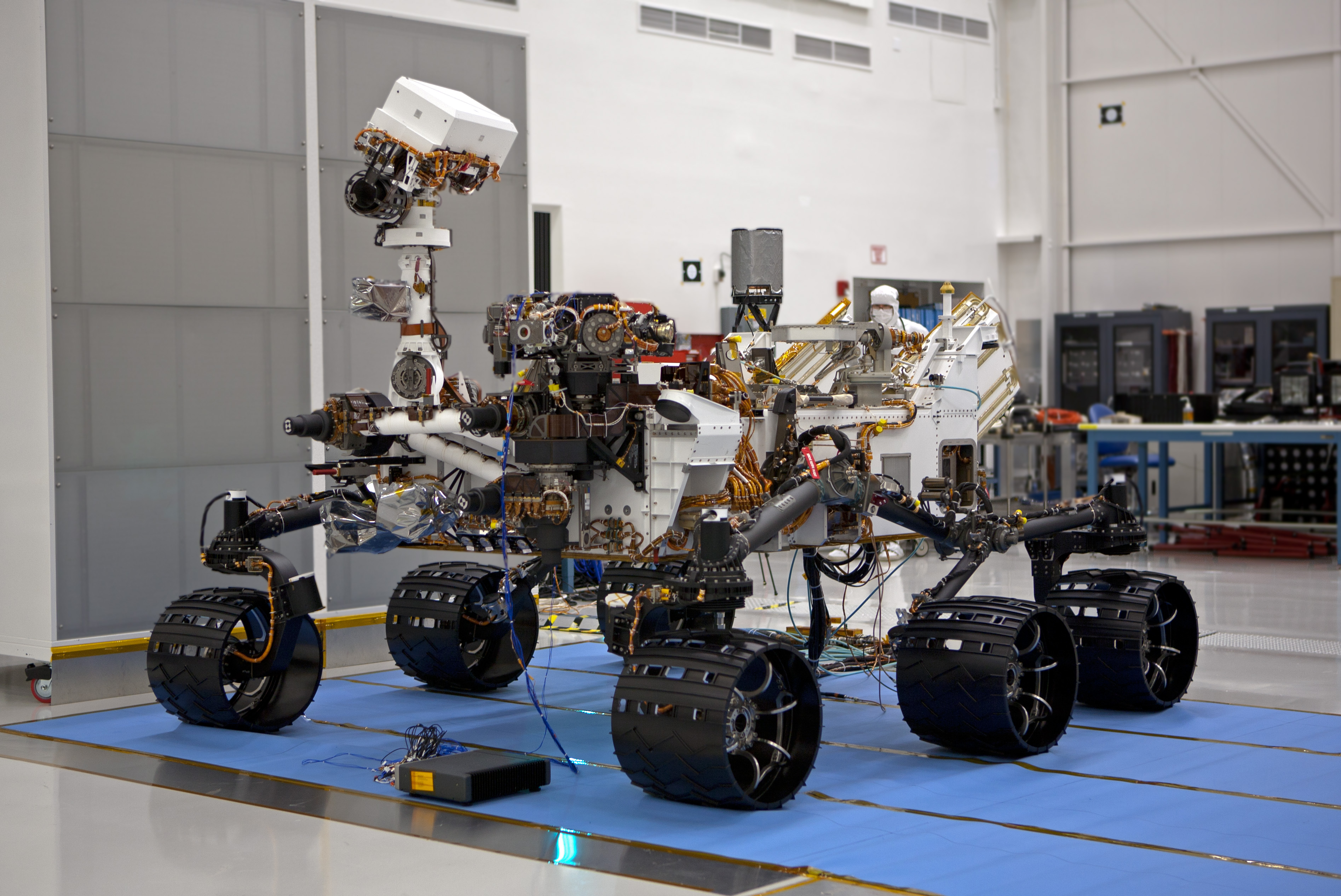
A Mars Tudományos Laboratórium Curiosity marsjárója

- SpaceX Dragon űrhajó[12]

### Robotok és programozható vezérlők
- a Honda ASIMO robotja
- Stäubli ipari robotok
- a svéd ABB cégcsoport ipari robotjai[13]
- KUKA ipari robotok
- Invensys Foxboro programozható vezérlő automatika (PAC)
- National Instruments CompactRIO 901x, 902x 907x vezérlők[14]
- az Emerson cég Ovation osztott vezérlői.
- AMX LLC vezérlőeszközök
- EPICS (Experimental Physics and Industrial Control System)

### Hálózati és kommunikációs eszközök
- 3com NBX telefonrendszerek
- Acme Packet Net-Net termékcsalád
- Alcatel-Lucent SR7750
- Apple Airport Extreme
- Avaya ERS 8600
- Cisco ONS platform

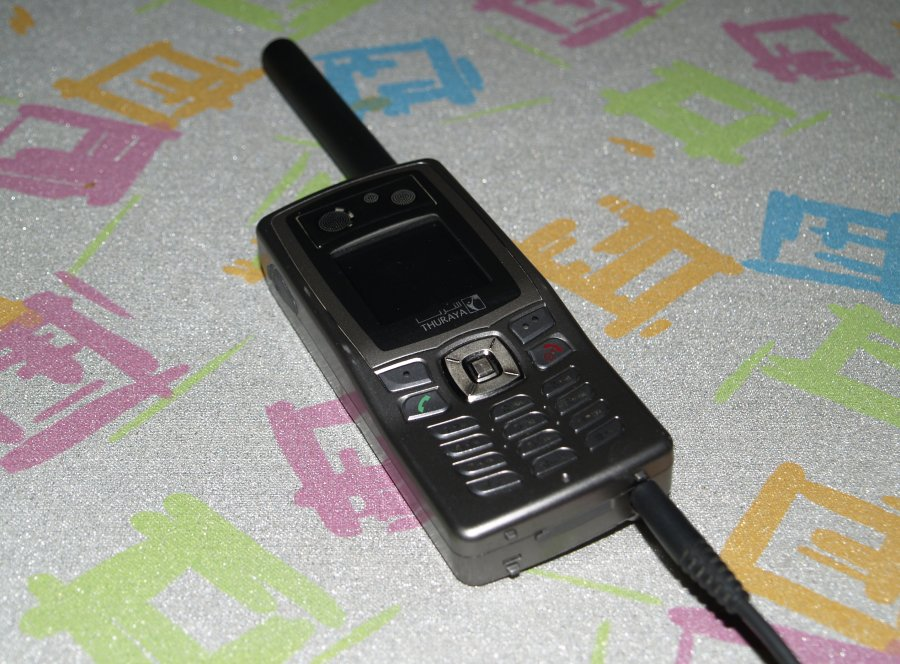
A Thuraya SO-2510 műholdas telefonrendszer VxWorks-öt használ

- Ericsson SmartEdge routerek (Broadcom BCM1480 5.5.1)
- Hewlett-Packard HP 9000 Superdome Guardian Service Processor
- Hirschmann EAGLE20 ipari tűzfal
- HughesNet/Direcway műholdas internetezésre alkalmas modemek
- Linksys WRT54G vezeték nélküli routerek (5.0-es verzió után)
- a Mitel hálózatok (MCD), 3300 ICP Media Gateway, valamint SX-200 és SX-200 ICP.
- Motorola SB5100 kábelmodem
- Nortel Passport routerek
- Radware OnDemand kapcsolók
- SonicWall tűzfalak
- Thuraya SO-2510 műholdas telefon ThurayaModule
- Radvision 3G kommunikációs berendezések

### Nyomtatók, fénymásolók, szkennerek
- Xerox Phaser és egyéb Adobe PostScript-alapú nyomtatók
- Toshiba eBridge grafikus feldolgozója[15]
- DIGIC II és egyes korai DIGIC III képfeldolgozók (Canon)
- ReplayTV házi digitális videorekorder.

### Egyéb eszközök
- ALR-67 radaros figyelmeztető rendszer vevője, amelyet az F Super Hornet használ
- Siemens AG MRI mérő-ellenőrző egységek
- Az LSI cég külső RAID vezérlői, amelyeket az IBM System Storage DS3000 és DS4000 (régebbi neve: FAStT) használ, valamint a Silicon Graphics, Sun Microsystems/StorageTek, Teradata, Dell, Fujitsu, Sepaton, BlueArc és más tárolórendszerek
- Drobo adattárolók
- NAOMI / NAOMI 2 GD-ROM/NetDimm akciójáték-szoftverek
- Invensys Eurotherm rendszerek.
- GrandMA Full-Size és Light konzolok (MA LIGHTING)
- DEC Lectrice - egy korai tablet (1993), amely X11 szerver alatt működött (fejlesztő: P. Thacker volt a Digital Equipment Corporation-tól).
- Varian orvosi rendszerek (Truebeam - rádióterápiás eszköz a rák kezelésére)[16]

## Biztonság
2010 augusztusában a HD Moore biztonsági cég a VxWorks rendszerek biztonsági réseire hívta fel a figyelmet, majd egy exploit modult tett közzés a Metasploit keretében, amellyel biztonsági ellenőrzéseket lehet végezni.